# Wolfgang Stromer von Reichenbach
Wolfgang Freiherr Stromer von Reichenbach, genannt auch Wolfgang von Stromer (* 28. April 1922 in München; † 8. September 1999 in Schloss Grünsberg bei Altdorf bei Nürnberg), war ein deutscher Technik- und Wirtschaftshistoriker.

## Leben
Wolfgang von Stromer entstammte einer der ältesten Nürnberger Patrizierfamilien Stromer von Reichenbach, die seit der Mitte des 13. Jahrhunderts in Nürnberg urkundlich nachweisbar ist. Zu seinen Vorfahren gehörte Ulman Stromer, der 1390 den Grundstein für die Papierherstellung in Mitteleuropa gelegt hatte. Wolfgang Stromer von Reichenbachs Großvater Freiherr Otto Stromer von Reichenbach war Erster Bürgermeister von Nürnberg (1867–1891), sein Vater Ernst Stromer von Reichenbach ein bedeutender Paläontologe und Verfasser einer familiengeschichtlichen Abhandlung (Unsere Ahnen in der Reichsstadt Nürnberg).
Nach dem Abitur 1940 am Wilhelmsgymnasium München studierte Stromer Physik, wurde aber zum Kriegsdienst einberufen. In sowjetischer Gefangenschaft wurde er zweimal zum Tode verurteilt, weil er sich weigerte, an der Giftgasproduktion mitzuarbeiten. Im Mai 1950 wurde er entlassen.
Stromer von Reichenbach begann 1950 ein Studium der Rechtswissenschaft. Während seines Studiums wurde er Mitglied des AGV München. Nach dem juristischen Vorbereitungsdienst trat er in den Staatsdienst ein. Er wurde Staatsanwalt und stellte sich als Prüfer dem Deutschen Patentamt zur Verfügung. 1952 heiratete er Heidrun Rühle, die Tochter des ehemaligen Direktors des Kaiser-Friedrich-Museums in Posen, Siegfried Rühle. Noch im selben Jahr starb sein Vater.
Stromer erbte das Schloss Grünsberg bei Altdorf bei Nürnberg, das durch Krieg und Besatzung schwer gelitten hatte. Mit seinen Freunden, dem Juristen Hubert Freiherr v. Welser und dem Diplomingenieur Helmut Freiherr v. Haller, auch Schlossbesitzer wie er, diskutierte er über die Beschaffung von Zuschüssen für die Renovierungsmaßnahmen, eine mögliche Einflussnahme auf die Gesetzgebung in Fragen der Steuern und des Stiftungswesens und vieles andere. Das Vorbild des Vaters und der Freunde, die sich mit ihrer Familiengeschichte befassten, führte wohl auch dazu, dass von Stromer gegen Ende der 1950er Jahre begann, die Geschichte der Familie Stromer und deren Rolle in der Nürnberger Geschichte zu erforschen.
1963 promovierte Stromer an der Wirtschafts- und Sozialwissenschaftlichen Fakultät der Friedrich-Alexander-Universität Erlangen-Nürnberg bei Götz von Pölnitz mit der Dissertation Die Nürnberger Handelsgesellschaft Gruber-Podmer-Stromer im 15. Jahrhundert zum Dr. rer. pol. Seine 1967 von Götz von Pölnitz († 1967) angenommene und von diesem und dessen Lehrstuhlnachfolger Hermann Kellenbenz geförderte Habilitationsschrift im Fach Wirtschaftsgeschichte untersuchte den Eingriff der Hochfinanz in die Politik Kaiser Sigismunds und der Luxemburger Kaiserzeit. Es folgten verschiedene Lehrstuhlvertretungen als Dozent in Nürnberg und eine zweite Habilitation in Technikgeschichte.
Ab 1978 war Stromer als ordentlicher Professor für Wirtschaftsgeschichte an der Freien Universität Berlin tätig, später wechselte er nach Bamberg mit einer Professur für „Wirtschafts- und Technikgeschichte des Mittelalters und der Frühen Neuzeit“. In zweiter Ehe heiratete von Stromer am 6. November 1981 die Historikerin Natalie Fryde, mittlerweile emeritierte Professorin für Mittelalterliche Geschichte an der TU Darmstadt.
1984 erhielt Stromer als Nachfolger des 1983 emeritierten Hermann Kellenbenz einen Ruf auf den Lehrstuhl für Wirtschafts-, Sozial- und Technikgeschichte an der Wirtschafts- und Sozialwissenschaftlichen Fakultät der Friedrich-Alexander-Universität Erlangen-Nürnberg. Stromer pflegte eine enge Freundschaft mit dem Rechtswissenschaftler Johann Georg Helm. Auch nach seiner Emeritierung 1990 hielt Stromer weiterhin Vorlesungen in Technikgeschichte und bearbeitete verschiedene neue Forschungsthemen. So untersuchte Stromer die Geschichte der Fleischbrücke in Nürnberg und veranstaltete dazu am 15./16. Juli 1983 auf Schloss Grünsberg das Forschungskolloquium Rialto-Brücke und Fleischbrücke: Technologietransfer in der Spätrenaissance an dem u. a. Jacques Heyman, Robert K. Müller, Werner Müller und Karl-Eugen Kurrer teilnahmen. Die Forschungen wurde an der Universität Stuttgart von Annette Bögle und Holger Falter unter der Leitung von Jörg Schlaich weitergeführt und schließlich an der BTU Cottbus und FH Potsdam mit der Dissertation von Christiane Kaiser 2005 abgeschlossen.
Stromer hatte in seinem Vermächtnis die Umwandlung des Gutes und Schlosses Grünsberg in eine öffentliche gemeinnützige Stiftung bürgerlichen Rechts festgelegt. Dies wurde 2000 umgesetzt, um dieses überregional bedeutende Denkmal für die Nachwelt zu erhalten und so weit wie möglich der Öffentlichkeit zugänglich zu machen. Seit dem Tod ihres Vaters kümmert sich Rotraut Freifrau von Stromer-Baumbauer als Administratorin der Stromerschen Kulturgut-, Denkmal- und Naturstiftung um die Sanierungsarbeiten.

## Ehrungen
1998 erhielt Wolfgang von Stromer das Bundesverdienstkreuz am Bande des Verdienstordens der Bundesrepublik, das ihm der damalige Kultusminister Hans Zehetmair im Namen des Bundespräsidenten überreichte. In seiner Laudatio würdigte er von Stromer als „einen der angesehensten Wirtschafts- und Technikhistoriker unserer Zeit“. Sein wissenschaftliches Werk sei „ungewöhnlich umfassend“. Das Spektrum reiche von einer Gesamtdarstellung des Handelshauses Stromer, der Erfindungs- und Innovationsgeschichte des mechanischen Drahtzugs und eine Publikation über Brückenbau und Baustatik der Renaissance-Arbeiten, über die Finanzierung der Kreuzzüge durch die Hochfinanz bis zur Baumwollindustrie, den hansischen Konzern Falbrecht-Morser-Stroßberg in Danzig und Thorn bis hin zur Vorerfindung und Erfindung von Bilddruck und Buchdruck als „Wiege der Massenmedien“. Besonders verdient machte sich von Stromer um die Gründung und Betreuung des Deutschen Studienzentrums in Venedig.

## Film
- Pfefferwette und Safranschau. Gewürzspekulationen im Mittelalter. Filmdokumentation von Bernhard Graf, BR 1997 mit Statements des Freiherrn Wolfgang Stromer von Reichenbach.

## Schriften (Auswahl)
- Ein Steinmal aus dem Beginn des 14. Jahrhunderts. Die Nürnberger Reichsschultheißen Heinrich Geusmit und Sifrit v. Kamerstein? In: Mitteilungen des Vereins für Geschichte der Stadt Nürnberg. Bd. 50, 1960, ISSN 0083-5579, S. 1–10, online.
- mit Lore Sporhan-Krempel: Das Handelshaus der Stromer von Nürnberg und die Geschichte der ersten deutschen Papiermühle. Nach neuen Quellen. In: Vierteljahrschrift für Sozial- und Wirtschaftsgeschichte (VSWG). Bd. 47, 1960, ISSN 0340-8728, S. 81–104. JSTOR
- mit Lore Sporhan-Krempel: Wolf Jacob Stromer 1561–1614, Ratsbaumeister zu Nürnberg, Amt – Leben – Werk. In: Mitteilungen des Vereins für Geschichte der Stadt Nürnberg. Bd. 51, 1962, S. 273–310, online.
- Eine Botschaft des Turkmenenfürsten Qara Yuluq an König Sigismund auf dem Nürnberger Reichstag im März 1431. In: Jahrbuch für fränkische Landesforschung (JffL). Bd. 22, ISSN 0446-3943, 1962, S. 433–441.
- Die Nürnberger Handelsgesellschaft Gruber-Podmer-Stromer im 15. Jahrhundert (= Nürnberger Forschungen. Band 7, ISSN 0078-2653). Verein für Geschichte der Stadt Nürnberg, Nürnberg 1963 (Zugleich: Erlangen-Nürnberg, Universität, Dissertation, 1963).
- Eine gesellige Versammlung des Nürnberger Rates in Ulrich Stromers Haus und der Aufenthalt Kaiser Karls IV. in Nürnberg im Jahre 1358. In: Mitteilungen des Vereins für Geschichte der Stadt Nürnberg. Bd. 52, 1963/1964, S. 54–64, online.
- Das Schriftwesen der Nürnberger Wirtschaft vom 14. bis zum 16. Jahrhundert. Zur Geschichte oberdeutscher Handelsbücher. In: Stadtarchiv Nürnberg (Hrsg.): Beiträge zur Wirtschaftsgeschichte Nürnbergs (= Beiträge zur Geschichte und Kultur der Stadt Nürnberg. Bd. 11, 2, ISSN 0078-2785). Band 2. Stadtrat, Nürnberg 1967, S. 751–799.
- mit Lore Sporhan-Krempel: Die Nadelholzsaat in den Nürnberger Reichswäldern zwischen 1469 und 1600 (= Altnürnberger Landschaft. Mitteilungen. Sonderheft 18, ISSN 0569-1451). Spindler, Nürnberg 1969.
- Oberdeutsche Hochfinanz. 1350–1450. 3 Teile. Steiner, Wiesbaden 1970 (Zugleich: Erlangen-Nürnberg, Universität, Habilitationsschrift); (Rezension von Werner Schultheiß: In: Mitteilungen des Vereins für Geschichte der Stadt Nürnberg (MVGN). Bd. 58, 1971, S. 341–347, online);
  - Teil 1: (= Vierteljahrschrift für Sozial- und Wirtschaftsgeschichte. Beiheft Nr. 55, ISSN 0341-0846);
  - Teil 2: (= Vierteljahrschrift für Sozial- und Wirtschaftsgeschichte. Beiheft Nr. 56);
  - Teil 3: (= Vierteljahrschrift für Sozial- und Wirtschaftsgeschichte. Beiheft Nr. 57).
- Fränkische und schwäbische Unternehmer in den Donau- und Karpatenländern im Zeitalter der Luxemburger 1347–1437. In: Jahrbuch für fränkische Landesforschung (JffL). Bd. 31, 1971, S. 355–365.
- Nürnberg-Breslauer Wirtschaftsbeziehungen im Spätmittelalter. In: Jahrbuch für fränkische Landesforschung (JffL). Bd. 34/35, 1975, S. 1079–1100.
- Die oberdeutschen Geld- und Wechselmärkte. Ihre Entwicklung vom Spätmittelalter bis zum Dreißigjährigen Krieg. In: Scripta Mercaturae. Bd. 10, Nr. 1, 1976, ISSN 0036-973X, S. 23–51.
- Tuchhandel im Spiegel oberdeutscher Handelsbücher. In: Marca Spallanzani (Hrsg.): Produzione, commercio e consumo dei panni di lana (nei secoli XII–XVIII). Atti della „Seconda settimana di studi“ (10–16 aprile 1970) (= Istituto Internazionale di Storia Economica F. Datini, Prato. Pubblicazioni. Serie 2: Atti delle settimane di studio e altri convegni. Bd. 2, ZDB-ID 194998-6). Olschki, Firenze 1976, S. 325–340.
- Die Metropole im Aufstand gegen König Karl IV. Nürnberg zwischen Wittelsbach und Luxemburg Juni 1348 – September 1349. Mit einer Beilage „Das hochmittelalterliche Judenviertel Nürnbergs“, eine topographische Rekonstruktion von Karl Kohn. In: Mitteilungen des Vereins für Geschichte der Stadt Nürnberg. Bd. 65, 1978, S. 55–90, online.
- Bibliographie Lore Sporhan-Krempel zum 70. Geburtstag am 19. April 1978. Geleitwort von Wolfgang von Stromer. o. O. 1978.
- mit Michael Toch: Zur Buchführung der Juden im Spätmittelalter. In: Jürgen Schneider (Hrsg.): Wirtschaftskräfte und Wirtschaftswege. Festschrift für Hermann Kellenbenz. Band 1: Mittelmeer und Kontinent (= Beiträge zur Wirtschaftsgeschichte. Bd. 4). Klett-Cotta, Stuttgart 1978, ISBN 3-12-912620-1, S. 387–410.
- Die Gründung der Baumwollindustrie in Mitteleuropa. Wirtschaftspolitik im Spätmittelalter (= Monographien zur Geschichte des Mittelalters. Bd. 17 = Centro Tedesco di Studi Veneziani. Studien. Bd. 4) Hiersemann, Stuttgart 1978, ISBN 3-7772-7813-0.
- Bernardus Teotonicus e i rapporti commerciali tra la Germania Meridionale e Venezia prima della istituzione del Fondaco dei Tedeschi  (= Centro Tedesco di Studi Veneziani. Quaderni. Bd. 8). Centro Tedesco di Studi Veneziani, Venezia 1978.
- Wildwest in Europa. Der transkontinentale Ochsenhandel in der frühen Neuzeit. In: Kultur und Technik. Bd. 3, Nr. 2, 1979, S. 36–43, online (PDF; 8,57 MB).
- Zur Organisation des transkontinentalen Ochsen- und Textilhandels im Spätmittelalter. Der Ochsenhandel des Reichserbkämmerers Konrad von Weinsberg anno 1422. In: Ekkehard Westermann (Hrsg.): Internationaler Ochsenhandel. (1350–1750). Akten des 7th International Economic History Congress, Edinburgh 1978 (= Beiträge zur Wirtschaftsgeschichte. Bd. 9). Klett-Cotta, Stuttgart 1979, ISBN 3-12-912690-2, S. 171–195.
- Die Sophienquelle im Schloßpark zu Grünsberg im Nürnberger Land, erbaut 1724–28, wiederaufgebaut 1860 und 1979  (= Altnürnberger Landschaft. Mitteilungen. Bd. 29, Nr. 1, 1980). Korn & Berg, Nürnberg 1980, ISBN 3-87432-064-2.
- Wirtschaft, Gesellschaft und Kultur der Reichsstadt Nürnberg um 1580 als Ausgang und Umfeld der Universitätsgründung in Altdorf. In: Jahrbuch für fränkische Landesforschung (JffL). Bd. 41, 1981, S. 155–164.
- Ein Lehrwerk der Urbanistik aus der Spätrenaissance. Die Baumeisterbücher des Wolf-Jacob Stromer 1561–1614. Ratsbaumeister zu Nürnberg. In: August Buck, Bodo Guthmüller (Hrsg.): Die italienische Stadt der Renaissance im Spannungsfeld von Utopie und Wirklichkeit. = La città italiana del rinascimento fra utopia e realtà (= Centro Tedesco di Studi Veneziani. Quaderni. Bd. 27, ZDB-ID 193669-4). CLEUP, Padua 1984, S. 71–115 (Als Sonderabdruck: (= Willibald-Pirckheimer-Gesellschaft. Jahresgabe 2). s. n., Nürnberg 1984).
- Banken und Geldmärkte: Die Funktion und Rechtsnatur der Wechselstuben als Banken im internationalen Vergleich. In: Anna Vannini Marx (Hrsg.): Credito, Banche e Investimenti. Secoli XIII–XX (= Istituto Internazionale di Storia Economica F. Datini, Prato. Pubblicazioni. Serie 2: Atti delle settimane di studio e altri convegni. Bd. 4). Le Monnier, Firenze, 1985, ISBN 88-00-72207-5, S. 229–254.
- Apparate und Maschinen von Metallgewerben in Mittelalter und Frühneuzeit. In: Handwerk und Sachkultur im Spätmittelalter. Internationaler Kongress Krems an der Donau 7. bis 10. Oktober 1986. Wien 1988, S. 127–149.
- Der „Piccard“ – Findbücher der Wasserzeichen. In: IPH-Information. NF Bd. 23, Nr. 3, 1989, ISSN 0250-8338, S. 119–130.
- Ulman Stromer. Leben und Leistung. In: Ulman Stromer: Püchel von mein geslecht und von abentewr. Zur 600-Jahrfeier der Gründung der ersten Papiermühle Deutschlands. Kommentarband. Herausgegeben vom Verband Deutscher Papierfabriken. Bearbeitet von Lotte Kurras. Verband Deutscher Papierfabriken, Bonn 1990, S. 89–144.
- Dokumente zur Geschichte der Stromer'schen Papiermühle in der Gleiß- oder Hadermühle an der Pegnitz bei Nürnberg und zu ihren Tochterfirmen, sowie zum Nürnberger Papierhandel bis um 1470. In: Ulman Stromer: Püchel von mein geslecht und von abentewr. Zur 600-Jahrfeier der Gründung der ersten Papiermühle Deutschlands. Kommentarband. Herausgegeben vom Verband Deutscher Papierfabriken. Bearbeitet von Lotte Kurras. Verband Deutscher Papierfabriken, Bonn 1990, S. 145–170.
- als Herausgeber mit Jürgen Franzke: Zauberstoff Papier. Sechs Jahrhunderte Papier in Deutschland. (Begleitbuch zur gleichnamigen Ausstellung im Schloß Faber-Castell in Stein bei Nürnberg anläßlich des sechshundertjährigen Jubiläums der Papierherstellung in Deutschland.) Hugendubel, München 1990, ISBN 3-88034-478-7.
- Meister Konrad Scherp, Regiomontans Experte für Feinmechanik in der Nürnberger Officina Febrilis und für den wissenschaftlichen Buchdruck. In: Mitteilungen des Vereins für Geschichte der Stadt Nürnberg. Bd. 79, 1992, S. 123–132, online.
- Große Innovationen der Papierfabrikation in Spätmittelalter und Frühneuzeit. In: Technikgeschichte. Bd. 60, 1993, ISSN 0040-117X, S. 1–6.
- Eine reziproke Klassifikation der Wiegendrucke. In: Gutenberg-Jahrbuch. Bd. 68, 1993, ISSN 0072-9094, S. 15–19.
- Vom Stempeldruck zum Hochdruck - Forster und Gutenberg. In: Holger Nickel, Lothar Gillner (Hrsg.): Johannes Gutenberg – Regionale Aspekte des frühen Buchdrucks (= Beiträge aus der Staatsbibliothek zu Berlin – Preußischer Kulturbesitz. Bd. 1). Staatsbibliothek zu Berlin, Berlin 1993, ISBN 3-88226-580-9, S. 47–92.
- Nürnbergs große Zollfreiheiten, ihre Symbole und ihre Monumente im Saal des Alten Rathauses. In: Mitteilungen des Vereins für Geschichte der Stadt Nürnberg. Bd. 80, 1993, S. 117–135, online.
- Binationale deutsch-italienische Handelsgesellschaften im Mittelalter. In: Siegfried de Rachewiltz, Josef Riedmann (Hrsg.): Kommunikation und Mobilität im Mittelalter. Begegnungen zwischen dem Süden und der Mitte Europas (11.–14. Jahrhundert). Thorbecke, Sigmaringen 1995, ISBN 3-7995-5480-7, S. 135–158.
- Die Saigerhütten-Industrie des Spätmittelalters. Entwicklung der Kupfer-Silber-Scheidekünste zur „ars conflatoria separantia argentum a cupro cum plombo“. In: Technikgeschichte. Bd. 62, 1995, S. 187–214 und 280.
- Die Saigerhütte. Deutsch-ungarischer Technologie-Transfer im Spätmittelalter bei der Entwicklung der Kupfer-Silber-Scheidekünste. In: Holger Fischer, Ferenc Szabadvary (Hrsg.): Technologie-Transfer und Wissenschaftsaustausch zwischen Ungarn und Deutschland. Aspekte der historischen Beziehungen in Naturwissenschaft und Technik (= Südosteuropäische Arbeiten. Bd. 94). Oldenbourg, München 1995, ISBN 3-486-56174-X, S. 27–57.
- Nürnberg als Epizentrum von Erfindungen und Innovationen an der Wende vom Mittelalter zur Neuzeit. In: Karl Albrecht Schachtschneider (Hrsg.): Wirtschaft, Gesellschaft und Staat im Umbruch. Festschrift der Wirtschafts- und Sozialwissenschaftlichen Fakultät der Friedrich-Alexander-Universität Erlangen-Nürnberg 75 Jahre nach Errichtung der Handelshochschule Nürnberg. Duncker & Humblot, Berlin, 1995, ISBN 3-428-08410-1, S. 668–687.
- Der Ursprung der Forstkultur. Die Nadelwaldsaat Nürnberg 1368. Naturbeobachtung, Versuche, Praxis und Erfolge. In: Simonetta Cavaciocchi (Hrsg.): L'Uomo e la Foresta, secc. XIII–XVIII (= Istituto Internazionale di Storia Economica F. Datini, Prato. Pubblicazioni. Serie 2: Atti delle settimane di studio e altri convegni. Bd. 27). Le Monnier, Florenz 1996, ISBN 88-00-72227-X, S. 499–519.
- Gespornte Lettern, Leitfossilien des Stempeldrucks. In: Gutenberg-Jahrbuch. Bd. 71, 1996, S. 23–64.
- als Herausgeber: Venedig und die Weltwirtschaft um 1200 (= Centro Tedesco di Studi Veneziani. Studi. Bd. 7). Thorbecke, Stuttgart 1999, ISBN 3-7995-2707-9.
- Gutenbergs Geheimnis. Von Turfan zum Karlstein. Die Seidenstraße als Mittler der Druckverfahren von Zentralasien nach Mitteleuropa. Herausgegeben von Dirk Reitz. Slatkine, Genf 2000, ISBN 2-05-101807-3 (Englisch: Gutenberg's secret. ebenda 2000, ISBN 2-05-101808-1; Französisch: Le mystère Gutenberg. ebenda 2000, ISBN 2-05-101806-5).
- Welser Augsburg und Welser Nürnberg. Zwei Unternehmen und ihre Standorte. In: Mark Häberlein, Johannes Burkhardt (Hrsg.): Die Welser. Neue Forschungen zur Geschichte und Kultur des oberdeutschen Handelshauses (= Colloquia Augustana. Bd. 16). Akademie-Verlag, Berlin 2002, ISBN 3-05-003412-2, S. 215–222.